# 克拉克縣 (堪薩斯州)
克拉克縣（英語：Clark County，簡稱CA）是美國堪薩斯州南部的一個縣，南鄰奧克拉荷馬州。面積2,591平方公里。根據美國2000年人口普查，共有人口2,390。縣治亞士蘭 (Ashland)。
成立於1867年2月26日。縣名紀念在美國內戰孟斐斯戰役中戰死的Charles F. Clarke (拼法的差別出於立法者的故意)。本縣是一個禁酒的縣。